# Canton de Mirebeau-sur-Bèze
Le canton de Mirebeau-sur-Bèze était une division administrative française située dans le département de la Côte-d'Or.

## Géographie
Ce canton était organisé autour de Mirebeau-sur-Bèze dans l'arrondissement de Dijon. Son altitude variait de 188 m (Trochères) à 305 m (Beire-le-Châtel) pour une altitude moyenne de 218 m.

## Histoire
- De 1833 à 1848, les cantons de Fontaine-Française et de Mirebeau avaient le même conseiller général. Le nombre de conseillers généraux était limité à 30 par département[1].

## Représentation

### Conseillers généraux de 1833 à 2015
| Période | Période          | Identité                                    | Étiquette             | Qualité |
| ------- | ---------------- | ------------------------------------------- | --------------------- | --- |
| 1833    | 1848             | voir Canton de Fontaine-Française           |                       | |
| 1848    | 1870             | Antoine Vulliérod                           |                       | Président de chambre honoraire à la Cour impériale de Dijon |
| 1870    | 1873 (démission) | Hugues-Iéna Darcy (1807-1880)               |                       | Haut fonctionnaire, préfet, secrétaire d'Etat Propriétaire du château de Gouville à Corcelles-les-Monts |
| 1873    | 1877             | Gustave Piet (1825-1894)                    | Droite monarchiste    | Vérificateur à la Cour des comptes Propriétaire à Dijon |
| 1877    | 1884 (décès)     | Arsène Bassot                               | Républicain           | Négociant en grains, maire de Renève |
| 1884    | 1892 (démission) | Jean Bassot (frère du précédent)            | Républicain           | Lieutenant-colonel, détaché au Ministère de la Guerre |
| 1892    | 1897             | Auguste Bassot (frère du précédent)         | Républicain           | Négociant - Maire de Renève |
| 1897    | 1924 (décès)     | Pierre Bassot                               | Républicain           | Minotier - Maire de Renève |
| 1924    | 1931             | Félix Magnien                               | Rad.ind.              | Agriculteur à Oisilly, conseiller d'arrondissement |
| 1931    | 1940             | Marcel-André Berrod (1883-1969)             | Rad.                  | Pharmacien, Maire de Mirebeau-sur-Bèze |
|         |                  |                                             |                       | |
| 1945    | 1955             | Georges Binet (1889-1958)                   | MRP                   | Cultivateur, maire de Bézouotte |
| 1955    | 1979             | Albert Binet (1921-2017, fils du précédent) | CD puis PS            | Agriculteur Maire de Belleneuve |
| 1979    | 1980 (décès)     | Jean-Louis Fleury                           | PS                    | |
| 1980    | 1985             | Albert Binet                                | PS                    | Agriculteur Maire de Belleneuve |
| 1985    | 2011             | Louis de Froissard de Broissia              | DVD puis RPR puis UMP | Directeur commercial (1976), directeur général (1981) puis président (1992-1996) du Directoire du Bien public 1997 - 2005 : directeur délégué à la Socpresse Député (1988-1998) Sénateur (1998-2008) Président du Conseil Général (1994-2008) Conseiller municipal de Blagny-sur-Vingeanne |
| 2011    | 2015             | Laurent Thomas                              | DVD                   | Médecin généraliste Maire de Mirebeau-sur-Bèze |

|

### Conseillers d'arrondissement (de 1833 à 1940)
| Période                                  | Période | Identité                               | Étiquette | Qualité |
| ---------------------------------------- | ------- | -------------------------------------- | --------- | --- |
| 1833                                     | 1846    | Jean Baptiste Joseph Alexandre Blandin |           | Médecin à Mirebeau-sur-Bèze                                                                                 |
| 1846                                     | 1852    | Jean-Baptiste Dumont                   |           | Médecin chirurgien, propriétaire à Mirebeau-sur-Bèze                                                        |
| 1852                                     | 1864    | Albert Carrelet de Loisy               |           | Propriétaire à Arceau                                                                                       |
| 1864                                     | 1870    | Denis Sauvageot                        |           | Vétérinaire à Mirebeau-sur-Bèze                                                                             |
| 1870                                     | 1874    | Gustave Piet                           |           | Propriétaire à Dijon                                                                                        |
| 1874                                     | 1877    | Albert Carrelet de Loisy               |           | Propriétaire à Arceau                                                                                       |
| 1877                                     | 1883    | Julien Salvan                          |           | Docteur en médecine, maire de Mirebeau-sur-Bèze                                                             |
| 1883                                     | 1895    | Alfred Sauvageot                       |           | Propriétaire à Champagne-sur-Vingeanne                                                                      |
| 1895                                     | 1910    | Eugène Tatigny                         |           | Agriculteur à Belleneuve                                                                                    |
| 1910                                     | 1919    | Julien Salvan                          |           | Docteur en médecine, maire de Mirebeau-sur-Bèze                                                             |
| 1919                                     | 1924    | Félix Magnien                          | Rad.ind.  | Président du syndicat agricole de Mirebeau-sur-Bèze, maire d'Oisilly                                        |
| 1924                                     | 1934    | Albert Rosey                           |           | Agriculteur, maire de Viévigne, Président du syndicat des planteurs de houblon                              |
| 1934                                     | 1940    | Maurice Hans (1870-1957)               |           | Cultivateur, maire de Bèze                                                                                  |
| 1940                                     |         |                                        |           | Les conseils d'arrondissement ont été suspendus par la loi du 12 octobre 1940 et n'ont jamais été réactivés |
| Les données manquantes sont à compléter. |         |                                        |           | |

## Composition
Le canton de Mirebeau-sur-Bèze regroupait 21 communes :
| Communes                | Population (2012) | Code postal | Code Insee |
| ----------------------- | ----------------- | ----------- | ---------- |
| Arceau                  | 569               | 21310       | 21016      |
| Beaumont-sur-Vingeanne  | 163               | 21310       | 21053      |
| Beire-le-Châtel         | 620               | 21310       | 21056      |
| Belleneuve              | 1 398             | 21310       | 21060      |
| Bèze                    | 632               | 21310       | 21071      |
| Bézouotte               | 214               | 21310       | 21072      |
| Blagny-sur-Vingeanne    | 109               | 21310       | 21079      |
| Champagne-sur-Vingeanne | 247               | 21310       | 21135      |
| Charmes                 | 108               | 21310       | 21146      |
| Cheuge                  | 115               | 21310       | 21167      |
| Cuiserey                | 85                | 21310       | 21215      |
| Jancigny                | 100               | 21310       | 21323      |
| Magny-Saint-Médard      | 224               | 21310       | 21369      |
| Mirebeau-sur-Bèze       | 1 573             | 21310       | 21416      |
| Noiron-sur-Bèze         | 166               | 21310       | 21459      |
| Oisilly                 | 108               | 21310       | 21467      |
| Renève                  | 414               | 21310       | 21522      |
| Savolles                | 128               | 21310       | 21595      |
| Tanay                   | 232               | 21310       | 21619      |
| Trochères               | 136               | 21310       | 21644      |
| Viévigne                | 202               | 21310       | 21682      |

## Démographie
| 1999  | 2006  | 2011  | 2012  |
| ----- | ----- | ----- | ----- |
| 7 543 | 8 353 | 9 069 | 9 176 |